# أسرة فورتمبيرغ
أسرة فورتمبيرغ، هي سلالة ألمانية عريقة، وكانت تُعد من الأسر الملكية الحاكمة في مملكة فورتمبيرغ سابقًا.

## تاريخ

### الكونتية
يُرجّح أن أسرة فورتمبيرغ نشأت في محيط أسرة زالير الإمبراطورية، وذلك بحسب بعض الروايات التاريخية . وفي حوالي عام 1080، استقر أسلاف سلالة فورتمبيرغ الحديثة، والتي كانت تُعرف آنذاك باسم "فيرتمبرغ"، في منطقة شتوتغارت. وأصبح كونراد من فورتمبيرغ وريثًا لأسرة بيوتلسباخ، وبنى قلعة فيرتمبرغ. وفي نحو عام 1089، مُنح لقب كونت. وقد توسعت أملاك الأسرة تدريجيًا، إذ بدأت بالمناطق المحيطة مباشرة بالقلعة، ثم توسعت عبر شراء أراضٍ من أسر نبيلة مفلسة، مثل بعض فروع أسرة تيوبينغن.

### الدوقية
في مجلس فورمز عام 1495، رُقي الكونت إبرهارد الخامس إلى لقب دوق من قِبل ملك ألمانيا آنذاك، الذي أصبح لاحقًا الإمبراطور الروماني المقدس ماكسيميليان الأول. وبين عامي 1534 و1537، أدخل الدوق أولريش الإصلاح البروتستانتي إلى البلاد، فأصبحت فورتمبيرغ دولة بروتستانتية، وتولى الدوق رئاسة الكنيسة المحلية الجديدة.
وفي القرن الثامن عشر، انقرض الخط البروتستانتي الذكوري الحاكم، فانتقلت الزعامة إلى الدوق كارل ألكسندر، وهو كاثوليكي. ومع أن العائلة المالكة أصبحت كاثوليكية، إلا أن البروتستانتية استمرت بوصفها الديانة الرسمية للدولة، وكانت تُدار من قبل مجلس كنسي يضم أعضاءً من نبلاء فورتمبيرغ. وفي عام 1797، ومع اعتلاء الدوق فريدريك الثاني العرش، عادت الأسرة الحاكمة إلى البروتستانتية من جديد.